# Kevin Blaser
Kevin Mike Blaser (* 13. April 1999 in Bern) ist ein schweizerischer Basketballspieler.

## Laufbahn
Der aus Bern stammende und im Emmental aufgewachsene Blaser wechselte 2013 aus seinem Heimatland in die Vereinigten Staaten, wo er vier Jahre lang an der IMG Academy in Bradenton (Bundesstaat Florida) spielte.
2017 kehrte er in die Schweiz zurück und wurde vom Nationalligisten BBC Monthey verpflichtet. In der Sommerpause 2019 wechselte er innerhalb der Liga zu Starwings Basket Regio Basel, nachdem er in der Saison 2018/19 aufgrund einer Handgelenksverletzung lediglich vier Ligaspiele bestritten hatte. Blaser musste sich zwei Handgelenksoperationen unterziehen. Er wechselte nach Deutschland zum Regionalligisten Aschersleben Tigers BC, für den er sein erstes Punktspiel Ende Februar 2022 bestritt.